# Tamoanchan

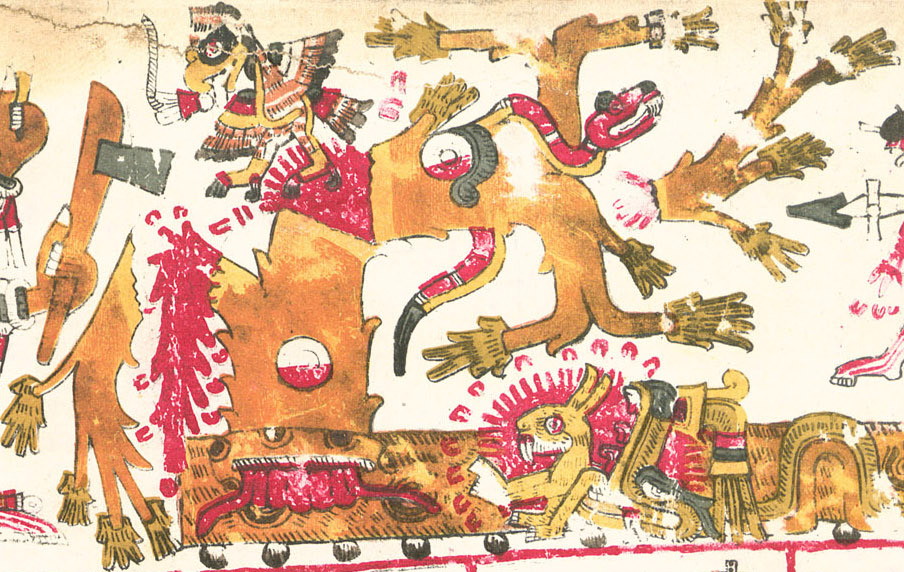
Tamoanchan en el Códice Borgia.

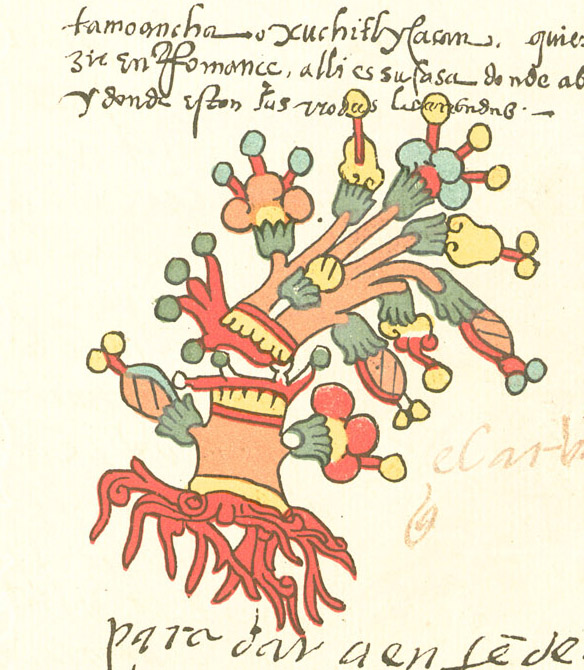
Tamoanchan en el Códice Telleriano-Remensis.

Tamoanchan es un lugar mítico paradisíaco de las culturas mesoamericanas del período posclásico; el vocablo Tamoanchan originalmente no es de origen náhuatl, sino del huasteco Timoancán, que usualmente se le asocia con la cultura olmeca, considerada por muchos como la cultura madre mesoamericana; también es posible que Teotihuacán haya sido el lugar asociado posteriormente por los mexicas con Tamoanchan(no obstante, cabe recordar que Sahagún dice en el Libro X: «Desde Tamoanchan ivan hazer sacrificios al pueblo llamado Teutioacan, donde hizieron a honra del sol y de la luna dos montes»). Algunos autores refieren al vocablo Timoancán como originario de la lengua maya de la Huasteca, y que significa ‘montaña de la serpiente’ o ‘lugar de serpientes’. Los mexicas también le llamaban Xochitlicacan o Xochitlalpan (‘tierra de las flores’).
La abundante presencia del término Tamoanchan en documentos nahuas y su ausencia en documentos de otras lenguas indica que es un término nahua, específicamente, de la variante náhuat, hablada en el reino de Tula. Se forma de los componentes tamoa ‘acabar’ ‘perecer’, in ‘de ellos’, y chantli ‘hogar’, es decir, ‘el hogar de los mortales’. Su variante náhuatl se pronuncia tlamoanchan, con el mismo significado. Sin embargo, los informantes de Bernardino de Sahagún lo componían, por juego de sentidos y palabra, con el verbo temoa ‘descender’, de modo que también se interpreta ‘como la casa de quienes descienden’ (a la muerte). De ahí que su jeroglífico en los códices y relieves mesoamericanos sea un árbol quebrado del cual cae una persona. Es un emblema del universo manifiesto. (Nota: el parecido fonético de este término con la composición maya ta-moan-chan ‘excremento del ave serpiente’, es fortuito, como prueba el hecho de que no aparezca recogido en ningún documento maya.)
Definiciones lingüísticas:
(del maya: tamoanchan ‘el lugar del gavilán serpiente’‘ta, lugar; moan, gavilán; chan, serpiente’)
(del téenek: tamoanchan ‘el lugar del árbol del inframundo’‘ta, lugar; moan, gavilán (ave del inframundo); che, árbol; chan, casa (lugar)’)
(del náhuatl: tamoanchan ‘la casa del descenso’‘tamoa, descenso; an, donde; chan, casa’)
Según distintos mitos, es un paraíso terrenal, habitado por diversos dioses, y en él se inventó el pulque y se creó la humanidad. Se dice que estaba localizado «arriba de los trece cielos» o «sobre todos los aires y los nueve cielos». Tiene extensa relación con Tlalocan, otro de los paraísos mexicas, o el mismo, según algunos autores, para quienes Tamoanchan es solo el árbol mágico florido (del náhuatl xochitlicacan) dentro de Tlalocan, tonacacuahuitl, árbol de la vida.
Algunos mitos hablan de Tamoanchan como el lugar habitado por la diosa Xochiquétzal, patrona de las mujeres solteras, de la belleza y del amor. Su morada se registra como Tamoanchan, Itzicayan o Xochitlicacan. Xochitlicacan también puede ser el nombre de un árbol florido en Tamoanchan, cuyas flores tenían la propiedad mágica de convertir a quien las tocara en un fiel enamorado, y estaba prohibido cortarlas. Un día el árbol se rompió y las flores empezaron a sangrar, según un mito, por haberlas cortado, y según otro, por haber pecado Xochiquétzal con Tezcatlipoca, estando casada ésta con Tláloc o con Cinteotl. Después de este sacrilegio, los dioses Tonacatecuhtli y Tonacacíhuatl expulsaron a los dioses de Tamoanchan, mandando a algunos a la Tierra y a otros al inframundo. Algunos de los dioses expulsados son Achitometl, Huitzilopochtli, Itzpapálotl, Mixcóatl, Quetzalcóatl, Tzontémoc, Tlahuizcalpantecuhtli y Yacatecuhtli. Otro mito describe a Tamoanchan como el lugar al que el dios Quetzalcóatl y la diosa Quilaztli llevaron los huesos sagrados con los que se hicieron los primeros hombres.  También se dice que de Tamoanchan provenía Teteo Innan (la madre de los dioses), también llamada Toci. Itzpapálotl (mariposa de obsidiana) también tiene relación con Tamoanchan. Tamoanchan también es visto por algunos autores como un lugar físico, histórico, situado en la costa del Golfo de México.